# Río Granizo
El Río Granizo es el principal curso de agua exorreico que fluye en la Isla Ascensión (más conocida como Melinka) en la Región de Aysén en dirección suroeste a noreste para desembocar en Caleta Granizo. Uno de sus principales afluentes proviene de la laguna Granizo.

## Historia
Sobre la caleta escribe Luis Risopatrón en su Diccionario Jeográfico de Chile de 1924:: 361 
Granizo (Caleta) 43° 51' 73° 47'. Apropiada para fondear embarcaciones menores, se abre en la costa NE de la isla Ascensión, del grupo Guaitecas. 1, I, carta de Simpson (1873); XXVII, p. 204 i carta 115; i XXXI, carta 159; i 156; i puerto del Ingles en 1, XIII, p. 104 i carta impresa de Moraleda (1795); i puertecito en la p. 43.